# Scratches (videojuego)
Scratches es un videojuego de aventuras de misterio producido por Nucleosys. Es el primer videojuego comercial producido en Argentina.

## Jugabilidad
Scratches utiliza una perspectiva en primera persona para navegar alrededor de la casa. Utilizando sólo el mouse, el jugador puede acceder a varias habitaciones y otros lugares con el fin de resolver el misterio de las desapariciones de Blackwood y Milton. Cuenta con música y efectos especiales de sonido, que contribuyen a construir un temible en la mansión, cripta e iglesia.
El juego está fuertemente influenciado por los mitos de Howard Phillips Lovecraft y tiene varias referencias directas al escritor. Hay referencias en el juego para el Necronomicon, De Vermis Mysteriis, la historia de Lovecraft "The Mountains of Madness", así como una crítica del libro de Michael siendo llamados R'yleh. Michael acababa de mudarse a Rothbury de Providence, Rhode Island, la ciudad natal de Lovecraft.

## Personajes
- James Thomas Blackwood: Un excéntrico caballero, el señor Blackwood siempre había sido una figura prominente en Rothbury, su ciudad natal desde su infancia, siendo uno de los ingenieros en construcción de mayor éxito en la región.

- Catherine Lydia Blackwood: la enigmática esposa de James Blackwood, profesora de inglés en una escuela local en Rothbury.

- Christopher Edward Milton: Un íntimo amigo y médico de la familia Blackwood desde hace mucho tiempo.

- Eva Mariani: Miss Mariani, un inmigrante italiano y aspirante a fotógrafo profesional, fue criada de la familia Blackwood durante varios años.

- William Bailey: jefe de policía ya retirado, estaba a cargo de la investigación de la muerte de Catherine Blackwood a principios del 1960. Estaba convencido de la culpabilidad del señor Blackwood, pero nunca fue capaz de condenarlo por falta de pruebas.

- Michael Arthate: es un escritor. Las ventas de su primera novela, Vanishing Town (una referencia a Dark Fall), le proporcionaron el dinero suficiente para que pudiese adquirir una imponente mansión victoriana.

- Jerry P. Carter: un viejo amigo de Michael, y un agente de bienes raíces con éxito.

- Barbara Stiles: Michael contrató a Barbara como su asistente para que le ayudara con las cartas de sus admiradores y para ponerse en contacto con revistas de todo el mundo, ofreciéndoles sus cuentos.

## Lanzamiento
Scratches fue lanzado por primera vez en Estados Unidos el 8 de marzo de 2006 por el editor de juegos Got Game Entertainment. Sin embargo, Nucleosys tenía planes de lanzar varias versiones del juego en todo el mundo.
Una versión alemana del juego ha estado disponible desde marzo de 2006 (publicado por Rondomedia), al igual que la versión italiana Graffi Mortali (publicado por Power Up). Una versión griega del juego también está disponible. También hay una versión rusa del juego desde mayo de 2006 (publicado por Russobit-M).
La versión española del juego, titulada Rasguños fue anunciada, pero nunca se completó.
El 30 de septiembre de 2006 una versión del juego titulada "Scratches: La Guarida del Miedo" fue lanzada en España, por Planeta DeAgostini Interactive, esta version cuenta con doblaje completo al español.
Nucleosys en 2007 lanzó una versión "Director's Cut" de Scratches, que incluye un final alternativo y dos horas más de juego. Además en esta versión el sonido y los gráficos fueron remasterizados.
La versión del "Director's Cut", fue lanzada el 20 de abril de 2011.
Se planearon versiones para Linux y Mac OS X, pero nunca llegaron a ser lanzadas antes de que la empresa desarrolladora quebrase.

## Recepción crítica
Scratches recibió críticas mixtas, pero en general alcanzan un promedio de puntuación alta en la mayoría de los sitios de revisión. Lo más notable fue GameSpot dio al juego un 3.9 e IGN le dio un 7,7, haciendo hincapié en las críticas mixtas.

## Legado
Tras el lanzamiento del juego, Nucleosys quebró, Agustín Cordes continuaría con Senscape, que está desarrollando actualmente el juego de terror Asylum después de una exitosa campaña de kickstarter.